# آسود
آسود (به مجاری:  Aszód) یک سکونتگاه مسکونی و استان در مجارستان است که در ناحیه آسود واقع شده‌است.

## خصوصیات
آسود ۱۶٫۲۱ کیلومترمربع مساحت و ۶٬۰۵۱ نفر جمعیت دارد.

## خواهرخوانده
شهر میرکورا نیرژولو خواهرخواندهٔ آسود هست.